# Kamienie (album Breakout)
Kamienie – album polskiego zespołu Breakout wydany w 1974 roku nakładem wydawnictwa Polskie Nagrania „Muza” (numer katalogowy: SXL 1140). Muzykę do wszystkich utworów napisał Tadeusz Nalepa, a teksty Bogdan Loebl.

## Lista utworów
Muzyka: Tadeusz Nalepa.
Słowa: Bogdan Loebl.
Strona A
| 1. | „Czy zgadniesz”       | 3:47  |
|    |                       |       |
| 2. | „Czułość niosę tobie” | 3:47  |
|    |                       |       |
| 3. | „Spiekota”            | 4:12  |
|    |                       |       |
| 4. | „Modlitwa”            | 7:14  |
|    |                       |       |
|    |                       | 19:00 |
|    |                       |       |
Strona B
| 1. | „Bądź słońcem”   | 3:15  |
|    |                  |       |
| 2. | „Pójdę prosto”   | 3:08  |
|    |                  |       |
| 3. | „Koło mego okna” | 3:07  |
|    |                  |       |
| 4. | „Kamienie”       | 6:50  |
|    |                  |       |
| 5. | „Tobie ta pieśń” | 2:40  |
|    |                  |       |
|    |                  | 19:00 |
|    |                  |       |

## Skład
- Tadeusz Nalepa – gitara, harmonijka ustna, śpiew
- Wojciech Morawski – perkusja
- Winicjusz Chróst – gitara
- Zdzisław Zawadzki – gitara basowa

## Realizacja
- Reżyser nagrania: Janusz Urbański
- Operator dźwięku: Krystyna Urbańska
- Projekt graficzny: Marek Karewicz
- Nagranie: PWSM, Warszawa, kwiecień 1974